# Doyenné de Vaucelles
Le doyenné de Vaucelles est une ancienne division du diocèse de Bayeux.

## Limites
Ce doyenné était une circonscription de l'archidiaconé d'Hiémois. Situé au sud de Caen, il était compris entre les doyennés de Troarn et du Cinglais ; il était limité, au nord et à l'ouest, par l'Orne et, à l'est, par la Dives.
En 1718, la paroisse de Sainte-Paix, anciennement sur la commune de Mondeville, est intégrée à Caen ; toutefois, cette paroisse est restée dépendante du doyenné de Troarn.

## Paroisses
- Vaucelles (faubourg de Caen)
- Allemagne
- Ifs
- Étavaux
- Saint-André de Fontenay
- Saint-Martin-de-Fontenay
- May
- Rocquancourt
- Fontenay-le-Marmion
- Quilly
- Cormelles
- Grentheville
- Soliers
- Hubert-Folie
- Le Poirier
- Frénouville
- Bellengreville
- Tilly-la-Campagne
- Bourguébus 

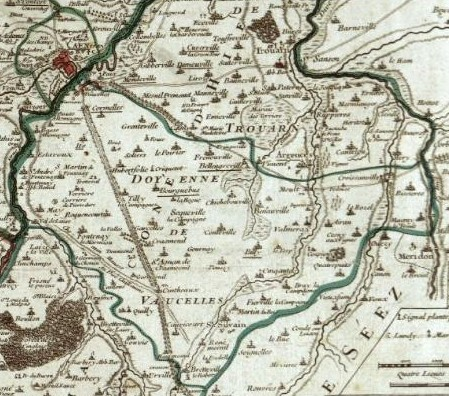
Plan du doyenné de Vaucelles (XVIIIe siècle)

(y compris l'ancienne paroisse de Criquetot)
- Chicheboville
- Garcelles
- Secqueville-la-Campagne
- Conteville
- Saint-Aignan-de-Cramesnil
- Poussy
- Billy
- Cintheaux
- Cauvicourt
- Argences
- Moult
- Croissanville
- Bissières
- Béneauville
- Valmeray
- Airan
- Magny-le-Freulle
- Cesny-aux-Vignes
- Cinq-Autels
- Quatre-Puits
- Bray-la-Campagne
- Fierville-la-Campagne
- Saint-Sylvain 
(y compris Saint-Martin-des-Bois)
- Renémesnil
- Bretteville-le-Rabet

En italique, les paroisses dont l'appartenance à la doyenné de Vaucelles est discutée. Les paroisses d'Argences (Saint-Jean et Saint-Patrice) faisait peut-être partie de la doyenné de Troarn ou de l'exemption de Fécamp (comme les paroisses de Mondeville ou de Sainte-Paix). Quant à la paroisse de Saint-Martin-des-Bois, son existence même est incertaine.